# Philippe Burle
Pour les articles homonymes, voir Burle.
Philippe Burle est un footballeur français né le 15 décembre 1973 à Toulouse (Haute-Garonne) et reconverti entraîneur.

## Biographie
Ce défenseur a joué en faveur de l'AC Ajaccio, du Racing de Ferrol, du Valenciennes FC et enfin du Stade de Reims.
Au total, il a disputé 202matchs en Ligue 2 et inscrit 12 buts dans ce championnat.
En juillet 2009, Philippe Burle signe en tant qu'entraîneur adjoint de Philippe Montanier au Valenciennes FC.
Le 3 mai 2012 il rejoint Paul Le Guen et devient sélectionneur de l'équipe olympique d'Oman.
En juillet 2014, il fait partie de la short-list pour rejoindre Valenciennes FC mais Bernard Casoni lui est finalement préféré.
En octobre 2014, il rejoint le club d'Oman d'Al Oruba avec lequel il remportera un doublé coupe-championnat en mai 2015 et sera élu Coach de l'année par ses pairs omanais.
Pour la saison 2015/2016, Philippe s engage avec Muaither Club en QatargazLeague. Et il remporte le titre avec 6 points d avance sur Shahania équipe entraînée par Miguel Angel Lotina.
En janvier 2016, son nom est évoqué comme possible entraineur du VAFC, mais le club de Muaither ne le libère pas de son contrat, c'est finalement Faruk Hadžibegić qui sera nommé.

## Palmarès
- QATAR Gaz CUP   2018 et 2020
- Champion QATAR Gaz League en 2016
- Champion de Oman premier league en 2015
- Vainqueur de la Sultan Cup en 2015 (Doublé) (2)
- Élu meilleur entraineur de la Omantel League en 2015
- Médaille de bronze West Asian Cup 2012
- Champion de France de Ligue 2 en 2006 avec Valenciennes
- Champion de France de National en 1998 avec Ajaccio et en 2005 avec Valenciennes

## Note et référence
1. ↑  Philippe Burle rejoint Paul Le Guen au Sultanat d'Oman
2. ↑  Entraîneur de VA : c’est désormais Philippe Burle qui tient la corde

2. http://www.muscatdaily.com/Archive/Sports/Frenchman-Burle-makes-a-successful-return-to-Oman-42f0